# Despertar de los elfos
En el universo imaginario de J. R. R. Tolkien y en la novela El Silmarillion, el despertar de los elfos es el suceso en el cual los elfos, la creación de Ilúvatar, aparecieron por primera vez en Arda. Esto ocurrió en las Años de los Arboles en un lugar del extremo oriente de la Tierra Media conocido como Cuiviénen o la laguna del despertar.
Según los Anales de Aman escritos por el maestro de la ciencia élfica Rúmil de Tirion, el comienzo de la Primera Edad estuvo marcado por el Despertar de los elfos.

## Espera de los Valar
Desde tiempo atrás, los Valar esperaban la llegada de los Hijos de Ilúvatar (en particular de los primogénitos, los Elfos), y para ello habían creado y preparado el Reino de Arda (el mundo) para que fuera su habitación. Las luchas con Melkor habían dejado Arda en un estado muy alejado a como había sido pensado originalmente por los Valar, y sin embargo estos habían logrado hacer su obra.
Después de las Edades de las Lámparas, los Valar se refugiaron en el continente de Aman, y dejaron la Tierra Media en manos de Melkor, que se refugiaba en su fortaleza de Utumno. Sin embargo, no todos los Valar olvidaron la Tierra Media, y en particular Ulmo, Yavanna y Oromë instaban a los demás a retomar la Tierra Media para que los primogénitos de Eru tuvieran un lugar pacífico donde nacer y Melkor no les hiciera daño. Fue entonces cuando Varda realizó su más grande obra, retomando todas las estrellas del cielo y volviéndolas más brillantes. Además, creó varios grupos de estrellas como señales en el cielo, para Melkor (como el Valacirca, la hoz de los Valar) o para los Hijos de Eru.

## Despertar de los Quendi
Fue cuando se elevaron por primera vez las estrellas de la constelación Menelvagor (Orión) y la estrella Helluin (Sirio), cuando se dice que los elfos despertaron, a las orillas del lago Cuiviénen, muy al oriente de la Tierra Media.
Oromë los descubrió mientras recorría la Tierra Media en busca de las criaturas de Melkor, a las que daba caza. Sin embargo, se dice que tiempo atrás Melkor ya los había descubierto y corrió los rumores del horrible cazador para provocar el miedo entre los elfos cuando conocieran a Oromë, cosa que así sucedió entre algunos. Estos huyeron y se dice que luego fueron capturados por Melkor, que mediante tortura y otras artes creó la raza de los orcos, que serían los que formarían sus ejércitos de pesadillas. 
Los que se quedaron sin embargo conocieron que Oromë no buscaba hacerles daño y viendo la luz de sus ojos comprendieron que los rumores del cazador eran mentiras.

## Los Valar convocan a los Elfos
Entonces Oromë fue a Valinor y convocó a los Valar para informarles que los Eldar (nombre original que les dio Oromë a los elfos, y que después solo se asignó a aquellos que emprendieron la Gran Marcha de los elfos) habían nacido ya. Los Valar decidieron que debían proteger a los Eldar, y para ello le hicieron la guerra a Melkor, al cual terminaron venciendo y Utumno terminó destruida (pero su fortaleza occidental, Angband, al norte de Beleriand, sobrevivió y ahí quedaron custodiando Sauron y los Balrogs, en espera del regreso de su amo); Melkor fue apresado y llevado a Aman, donde debía cumplir una condena de Tres Edades en las Estancias de Mandos, para volver a ser juzgado. Los Valar decidieron entonces mandar llamar a los Elfos a Aman, para que vivieran en paz eterna a su lado, aunque algunos como Ulmo preferían que se quedaran en la Tierra Media desarrollándose por sí mismos y sin su intervención, pero esta postura no prevaleció.
Fue entonces cuando Oromë fue enviado a los Elfos (que se llamaban a sí mismos los Quendi, "los que hablan", porque hasta entonces pensaban que solo ellos tenían la capacidad de hablar, a diferencia de las criaturas de Yavanna, animales y plantas, que no lo hacían). Estos enviaron a sus tres líderes a Aman, para investigar si convenía lo que los Valar les proponían.
Cuando Ingwë, Finwë y Elwë regresaron, les narraron las maravillas de Aman y de la luz de los Dos Árboles, y entonces los elfos los siguieron. Comienza entonces la llamada Gran Marcha de los elfos, y posteriormente la separación de los elfos en distintas razas, tanto las que seguían a sus líderes, como dentro de ellas de acuerdo a lo que fue sucediendo a lo largo del viaje.